# Semana que Vem
"Semana que Vem" é o quinto single do álbum de estúdio Admirável Chip Novo (2003), da cantora brasileira de rock Pitty, pela gravadora Deckdisc. A canção foi lançada nas rádios em 2004.
Sua letra aconselha aos ouvintes a aproveitar o tempo e nunca deixar para depois ("semana que vem") o que se pode fazer agora, pois nunca sabemos o dia de amanhã ("Semana que vem pode nem chegar"). A música foi a mais pedida do ano na rádio Jovem pan e pelo segundo ano consecutivo Pitty fica em 1° lugar.

## Videoclipe
No videoclipe são mostradas diversas situações comuns ao cotidiano das pessoas, fazendo referência a passagem do tempo. O clipe mostra Pitty envelhecendo aos poucos, e no final a cantora aparece bem idosa, dirigindo um carro VW Fox.

## Prêmios e indicações
| Ano  | Prêmio                 | Categoria                    | Resultado |
| ---- | ---------------------- | ---------------------------- | --------- |
| 2005 | Meus Prêmios Nick      | Vídeoclipe Nacional Favorito | Venceu    |
| 2005 | MTV Video Music Brasil | Escolha da Audiência         | Indicado  |